# Spišský Štvrtok
Spišský Štvrtok is een Slowaakse gemeente in de regio Prešov, en maakt deel uit van het district Levoča.
Spišský Štvrtok telt 2339 inwoners.
Het wordt ook wel aangeduid als Donnersmark en is de stamplaats van de adellijke familie Henckel von Donnersmarck.

## Geboren in Spišský Štvrtok
- Mikuláš Dzurinda, voormalig minister-president van Slowakije